# Alexandru Lăzărescu
Alexandru Lăzărescu (Bucarest, 1830-Bucarest, 1876) fue un publicista, escritor y jurista rumano.

## Biografía
Nacido en Bucarest en diciembre de 1830, completó sus estudios en Rumanía y se matriculó en la facultad de derecho, al mismo tiempo ingresó como secretario del metropolitano Nifon. Al cabo de un tiempo partió hacia París, allí terminó sus estudios y a su regreso al país fue nombrado miembro del Tribunal de Ilfov. En la magistratura, se convierte en consejero del tribunal, luego dimitió en 1867 y se dedicó a la carrera de abogado. Falleció en agosto de 1876 en Bucarest. 
Publicó Gheorghe sau un Amor românesc, Samito (1850), Poesii, Alfredo (1854), Massim pictorele(melodrama en cinco actos, 1858), Stroe Ciobanul (1867), Ţăranii şi boeril odinioară (1871-1872) y Mişcarea insurecţională în ţară de la 1848 încoa. Colaboró en la Revista Contimporană.